# Neusa Maria
Neusa Maria (nascida Vasilíki Purchio, São Paulo, 1 de dezembro de 1928 – Rio de Janeiro, 13 de fevereiro de 2011) foi uma cantora, radialista, radioatriz, locutora, dubladora, atriz e apresentadora brasileira. Também era conhecida como Rainha do Jingle e Voz doçura do Brasil.

## Vida pregressa
Vasilíki Purchio nasceu em São Paulo, em 1928, filha de italianos. Começou a cantar aos 12 anos em apresentações que realizava para os vizinhos.

## Carreira
Na década de anos 1940, conheceu o radialista Abílio Caldas, que a levou para cantar na Rádio Cruzeiro do Sul; o que levou-a a ser contratada pela Rádio Tupi. Foi Abílio quem sugeriu que ela adotasse o nome artístico, já que seu nome de batismo era de difícil pronúncia.
Em 1942, ficou em primeiro lugar no concurso do programa de Gabus Mendes da Rádio Record e, alguns anos depois, foi contratada pela Rádio Nacional. Em 1945, foi até o Rio de Janeiro para sua primeira gravação na Continental: o maxixe "Mamboleado", de Luiz Gonzaga e Miguel Lima e o samba "Rádio mensagem", de Sereno.
Na mesma década, ela mudou-se de São Paulo para o Rio de Janeiro, onde  
Ela gravou oito LPs e em mais de 40 discos de 78 rpm. Ao longo da carreira, cantou sambas-canções, boleros e jingles ao vivo em rádios paulistanas e cariocas. Em meados da década de 1950, foi indicada melhor cantora do rádio.
Encerrou a carreira na década de 1960 por achar que não tinha mais voz para ser cantora. Atuou com confecção de moda praia até a década de 1980. Depois disso, costurava roupas para crianças carentes.

## Vida pessoal
Foi casada com Luís Drumond (1946-195?), com quem teve a primeira filha, Elizabeth. Depois casou-se com o Sr. da Silva (19??-19??), com quem teve a segunda filha: Carla. Além das filhas, teve três netos e um bisneto.
Faleceu em 13 de fevereiro de 2011, após parada cardiorrespiratória.

## Prêmios
- 1942 - Primero lugar no concurso de calouros de Gabus Mendes da Rádio Record.[2][5]
- 1943 - "A Estrela do Ano", em concurso do cenário musical de São Paulo.[5]
- 1956 - "A melhor cantora do rádio de 1956", em pesquisa do Clube do Disco.[5]
- 1956 - Troféu "Disco de Ouro", do jornal O Globo.[5][6]
- 1956 - "A Melhor do Disco".[6]
- 1957 - "A melhor cantora do rádio de 1957", em pesquisa da "Revista do Rádio".[5]

## Programas
- 1954 - Foi cantora no Programa Esso Agrícola (Rádio Nacional).[7]
- 1959 - Foi cantora no filme Mulheres à Vista.
- 1965/1966 - Foi atriz no programa O Tirano (TV Cultura).
- 1968/1969 - Foi atriz no programa Legião dos Esquecidos (TV Excelsior).

## Discografia
- 1945 - "Mamboleado", de Luiz Gonzaga e Miguel Lima (Gravadora Continental).[5]
- 1945 - "Rádio mensagem", de Sereno (Gravadora Continental).[5]
- 1946 - "Sonho com você", de Mário Rossi e Valdemar de Abreu (Gravadora Continental).[5]
- 1946 - "Tudo acabado", de Luiz Bittencourt e Nelson Miranda (Gravadora Continental).[5]
- 1949 - "Foi você", de Manoel Pinto e Ayrão Reis (Gravadora Continental).[5]
- 1949 - "Compromisso", de Valfrido Silva, Gadé e Henrique de Almeida (Gravadora Continental).[5]
- 1950 - "Tamanduá", de Evaldo Rui e Max Nunes (Gravadora Sinter).[5]
- 1950 - "Ele já voltou", de Fernando Lobo e Nestor de Holanda (Gravadora Sinter).[5]
- 1951 - "Eu sei que ele chora", de Nestor de Holanda e Ismael Neto, com Lírio Panicali e orquestra (Gravadora Sinter).[5]
- 1951 - "Saudade adeus", de Nestor de Holanda e Ismael Neto (Gravadora Sinter).[5]
- 1952 - "Eu quero ver", de Ary Monteiro e Ruy Rey (Gravadora Sinter).[5]
- 1952 - "Marcha do beijo", de Irani de Oliveira e Ary Monteiro (Gravadora Sinter).[5]
- 1952 - "Os teus olhos dizem", de Nestor de Holanda e Manezinho Araújo, com Lírio Panicali e orquestra (Gravadora Sinter).[5]
- 1953 - "Quisera", de Getúlio Macedo, Lourival Faissal e Arlindo Nicolau, com Lirio Panicali e orquestra (Gravadora Sinter).[5]
- 1954 - "Canção pra ninar mamãe", de Miguel Gustavo (Gravadora Sinter).[5]
- 1954 - "Te cuida, Zeca", de Miguel Gustavo (Gravadora Sinter).[5]
- 1954 - "Eu não sei o que será", de Bruno Marnet (Gravadora Sinter).[5]
- 1954 - "Beija-me", de Astore e Mordeli, com versão de Lourival Faissal (Gravadora Sinter).[5]
- 1955 - "Adorei milhões", de Newton Ramalho e Nazareno de Brito (Gravadora Sinter).[5]
- 1955 - "Fica bonzinho", de Newton Ramalho e Nazareno de Brito (Gravadora Sinter).[5]
- 1956 - "Molambo", de Jaime Florence e Augusto Mesquita (Gravadora Sinter).[5]
- 1956 - "Siga", de Fernando Lobo (Gravadora Sinter).[5]
- 1956 - "Nunca jamais", de L. Guerreiro e Nelson Ferreira (Gravadora Sinter).[5]
- 1956 - "Caixa postal zero zero", de Luiz de França e Oscar Bellandi (Gravadora Sinter).[5]
- 1957 - "Salve o marujo", de J. Cascata e Nássara (Gravadora Sinter).[5]
- 1957 - "Que Deus me castigue", de Luiz Bittencourt e Luiz de França (Gravadora Sinter).[5]
- 1957 - "Não quero mais", de Ary Barroso (Gravadora Sinter).[5]
- 1958 - "O gondoleiro", de Marucci e De Angelis, com versão de Sérgio Porto (Gravadora RCA Victor).[5]
- 1958 - "Olhe-me, diga-me", de Tito Madi (Gravadora RCA Victor).[5]
- 1958 - "Picolísima serenata", de Fierroe Amurri, com versão de Sidney Morais (Gravadora RCA Victor).[5]
- 1959 - "Menina de Copacabana", de Antônio Almeida e Bruno Marnet (Gravadora RCA Victor).[5]
- 1959 - "Odeio-te meu amor", de Adelino Moreira (Gravadora RCA Victor).[5]
- 1959 - "Quem sou eu?", de Dolores Duran e Ribamar (Gravadora RCA Victor).[5]
- 1960 - "O amor e a rosa", de Antônio Maria e Pernambuco (Gravadora RCA Victor).[5]
- 1960 - "Cantiga de quem está só", de Jair Amorim e Evaldo Gouveia (Gravadora RCA Victor).[5]
- 1960 - "Meu doce bem", de Lourival Faissal e Edson Menezes (Gravadora RCA Victor).[5]